# علم البراكين

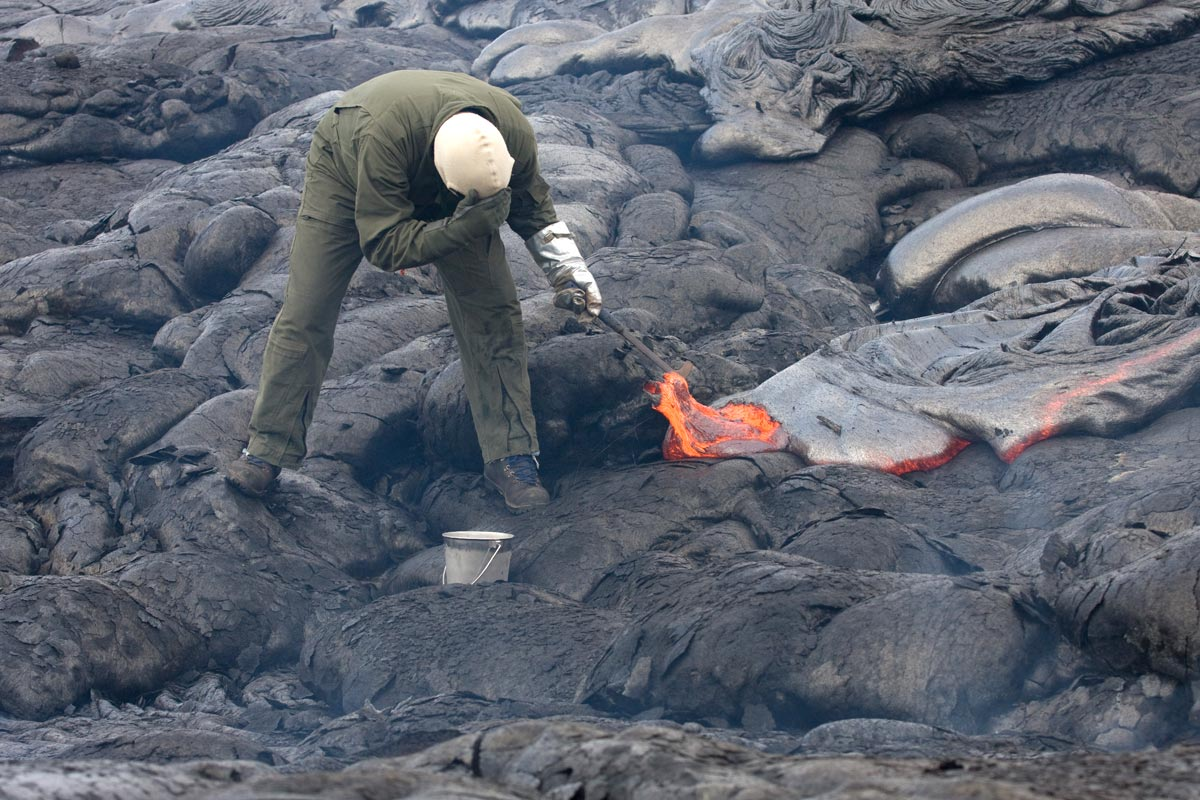
أخذ عينات الحمم البركانية باستخدام مطرقة الصخور ودلو من الماء

علم البراكين أو البَرْكَنة هو دراسة البراكين والحمم البركانية المنصهرة والظواهر الجيولوجية والجيوفيزيائية والجيوكيميائية ذات الصلة. مصطلح البراكين مشتق من الكلمة اللاتينية فولكان، وكان فولكان هو لقب الإله الروماني القديم من النار.
علم البراكين هو علم جيولوجي يدرس النشاط الثوراني وتشكيل البراكين وانفجاراتها الحالية والتاريخية. وكثيرا ما يزور علماء البراكين البراكين وخاصة تلك النشطة لمراقبة الثورات البركانية وجمع المخلفات البركانية بما في ذلك تيفرا (مثل الرماد أو الخفاف) وعينات الصخور والحمم البركانية. ويتمثل أحد محاور البحث الرئيسية في التنبؤ بالانفجارات؛ لا توجد حاليا طريقة دقيقة للقيام بذلك ولكن التنبؤ بالانفجارات مثل التنبؤ بالزلازل يمكن أن ينقذ حياة الكثيرين.

## علم البراكين الحديث

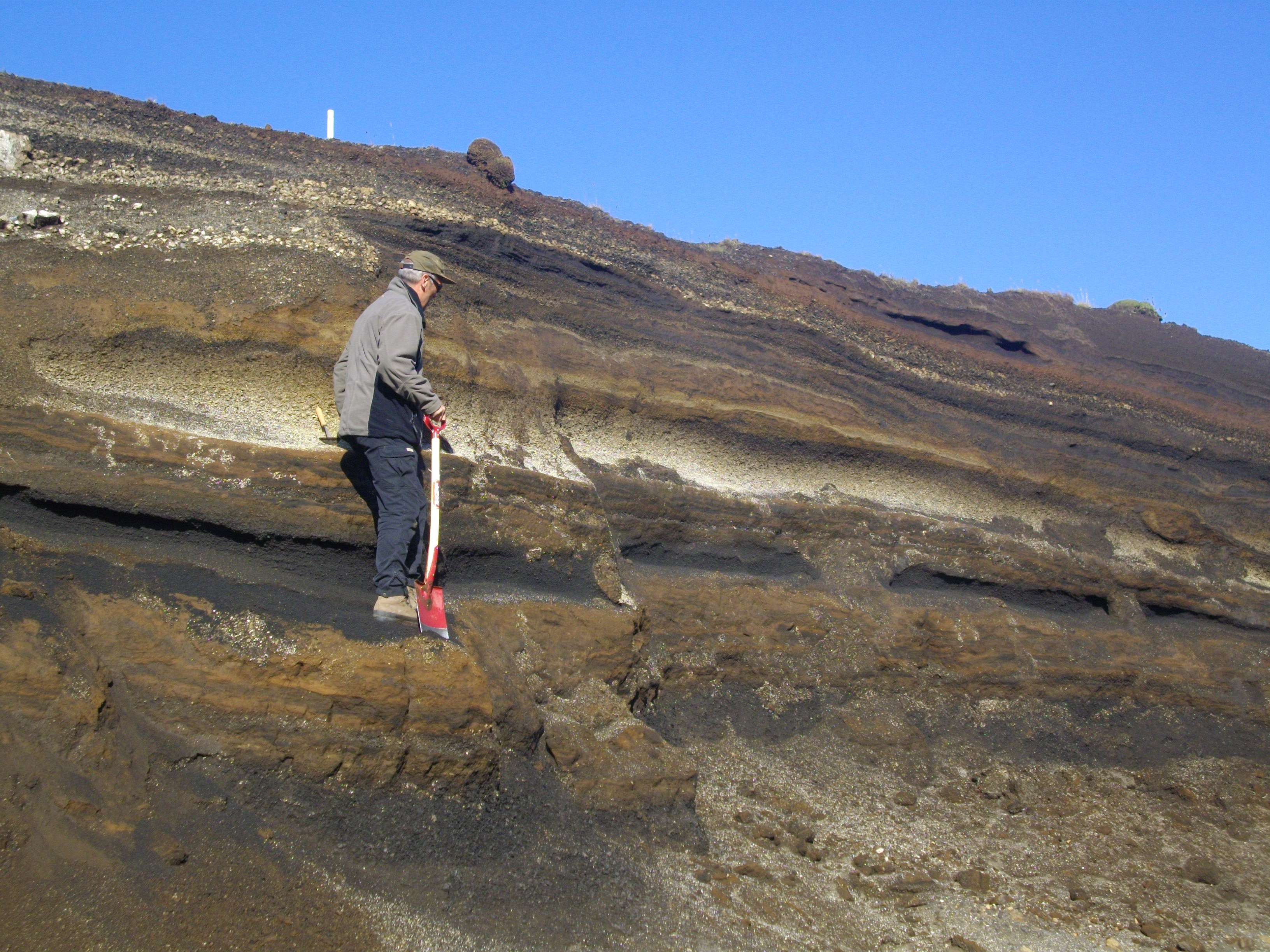
عالم البراكين يفحص تفرا الأفقية في جنوب وسط أيسلندا..

في عام 1841 تم تأسيس أول مرصد بركاني مرصد فيزوفيوس في مملكة الصقليتين.
وتجرى الرصدات الزلزالية باستخدام أجهزة رصد الزلازل المنتشرة بالقرب من المناطق البركانية، وتراقب زيادة الزلازل أثناء الأحداث البركانية، ولا سيما البحث عن الهزات التوافقية الطويلة التي تشير إلى حركة الصهارة عبر القنوات البركانية.
ويشمل رصد التشوه استخدام التقنيات الجيوديسية مثل التسوية والميل وسلالة وقياسات زاوية والمسافة من خلال تيلتمترس والمحطات الكلية وإدمس ويشمل ذلك أيضا رصدات النظم العالمية لسواتل الملاحة وإنزار. تشوه السطح يشير إلى الصهارة: زيادة إمدادات الصهارة تنتج الانتفاخات في سطح المركز البركاني.
ويمكن رصد انبعاثات الغاز باستخدام معدات تشمل مطياف الأشعة فوق البنفسجية المحمولة (كوزبيك الذي حل محله حاليا نظام مينيدواس) الذي يحلل وجود الغازات البركانية مثل ثاني أكسيد الكبريت؛ أو عن طريق التحليل الطيفي تحت الحمراء. زيادة انبعاثات الغاز وبشكل خاص التغيرات في تركيبات الغاز قد يشير إلى ثوران بركاني وشيك.
يتم مراقبة التغيرات في درجات الحرارة باستخدام موازين الحرارة ومراقبة التغيرات في الخصائص الحرارية للبحيرات البركانية والمخارج والتي قد تشير إلى النشاط المرتقب.
وتستخدم الأقمار الصناعية على نطاق واسع لرصد البراكين لأنها تتيح مساحة كبيرة لمراقبة بسهولة. ويمكنها قياس انتشار عمود الرماد مثل واحد من انفجارات إيافيالايوكل في عام 2010  وكذلك انبعاثات ثاني أكسيد الكبريت. إنزار والتصوير الحراري يمكن رصد كبيرة المناطق التي بالكاد السكان حيث سيكون من المكلفة للغاية للحفاظ على الصكوك على أرض الواقع.
وتشمل التقنيات الجيوفيزيائية الأخرى (الرصدات الكهربائية والجاذبية والمغنطيسية) تقلبات الرصد والتغيير المفاجئ في المقاومة أو الشذوذ الجاذبية أو أنماط الشذوذ المغناطيسي التي قد تشير إلى حدوث عطل ناجم عن البركان وصعود الصهارة.
يتضمن التحليل الطبقي تحليل تفرا ورواسب الحمم البركانية والتي يرجع تاريخها إلى إعطاء أنماط ثوران البركان مع دورات تقديرية من النشاط المكثف وحجم الانفجارات.

## التاريخ
علم البراكين لديه تاريخ واسع قد يكون أول تسجيل معروف للثوران البركاني على لوحة حائط مؤرخة إلى حوالي 7000 قبل الميلاد وجدت في موقع العصر الحجري الحديث في Çatal هويوك في الأناضول تركيا وقد تم تفسير هذه اللوحة على أنها تصوير لبركان ثوران، مع مجموعة من المنازل أدناه يظهر بركان ذروته التوأم في ثورة مع بلدة في قاعدتها (على الرغم من علماء الآثار الآن تسأل هذا التفسير). قد يكون البركان إما حسن داغ أو جارتها الأصغر ميلنديز داغ.

### الفلسفة اليونانية الرومانية

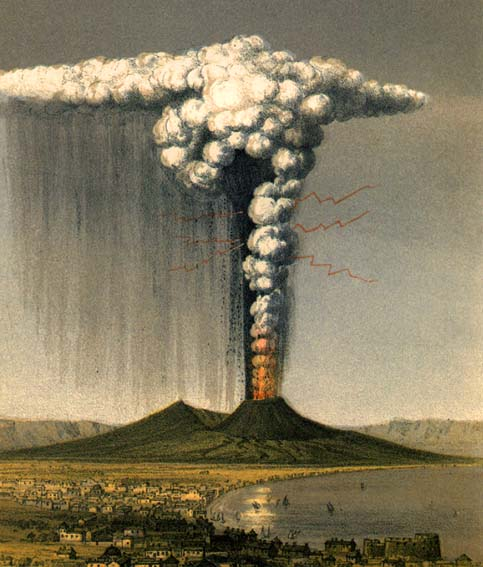
اندلاع فيسيوفز في عام 1822. اندلاع CE 79 قد تبدو مشابهة جدا.

وأوضح العالم الكلاسيكي لليونان والإمبراطورية الرومانية في وقت مبكر البراكين ومواقع الآلهة المختلفة. اعتبر الإغريق أن هيفيستوس إله النار جلس تحت بركان إتنا، تزوير أسلحة زيوس. الكلمة اليونانية المستخدمة لوصف البراكين كان جبل إتنا أو هيرا بعد هيراكليس ابن زيوس. الشاعر الروماني فيرجيل في تفسير الأساطير اليونانية رأى أن إنسيلادوس العملاقة دفن تحت إتنا من قبل الإلهة أثينا كعقاب على التمرد ضد الآلهة كانت شجيرات الجبل صرخاته المعذبة ولهبت أنفاسه وهزاته حديديه ضد قضبان سجنه. شقيق إنسيلادوس دفن ميماس تحت فيسوفيوس من قبل هيفيستوس ودماء عمالقة أخرى هزموا في الحقول الفلغرية المحيطة بفيسوفيوس.
الفيلسوف اليوناني إيمبيدوكليس (490-430 قبل الميلاد) رأى العالم مقسمة إلى أربع قوى عنصرية من الأرض والهواء والنار والمياه، البراكين إيمبيدوكليس كانت مظهر من مظاهر النار. وأكد أفلاطون أن قنوات المياه الساخنة والباردة تتدفق بكميات لا تنضب من خلال الأنهار الجوفية. في أعماق الأرض الثعابين نهر واسع من النار وبيرفليتجون الذي يغذي جميع البراكين في العالم. ويعتبر أرسطو النار تحت الأرض نتيجة «لاحتكاك الريح عندما يغرق في ممرات ضيقة».
لعبت الرياح دورا رئيسيا في تفسيرات البركان حتى القرن السادس عشر. وقال لوكريتيوس الفيلسوف الروماني أن إيتنا كان جوفاء تماما وحرائق تحت الأرض التي تقودها الرياح الشرسة المتداولة بالقرب من مستوى سطح البحر. ويعتقد أوفيد أن اللهب يتغذى من «الأطعمة الدهنية» وتوقفت الانفجارات عندما نفد الطعام وقال فيتروفيوس أن الكبريت والشبة والقار البيت تغذي الحرائق العميقة. وأشارت ملاحظات بليني إلدر إلى وجود الزلازل سبقت ثوران؛ توفي في ثورة فيزوف في 79 م أثناء التحقيق في ستابياي ابنه بليني الأصغر قدم وصفا تفصيليا للثورة التي توفي عمه وعزو وفاته إلى آثار الغازات السامة وقد سميت هذه الانفجارات بلينيان تكريما للمؤلفين.

### التفاعل مع الدين والأساطير

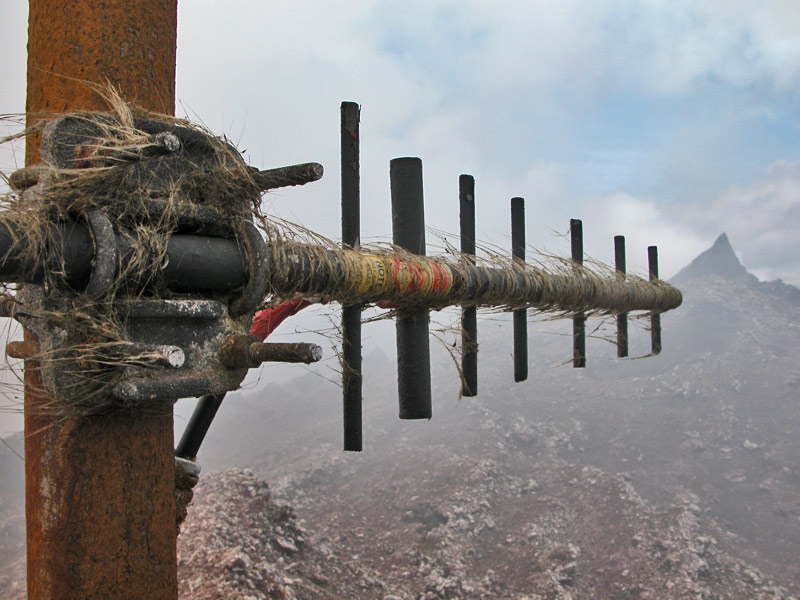
الشعر بيلي تشابكت على هوائي الراديو شنت على حافة الجنوبية من Pu'u'Ō'ō، هاواي 22 يوليو 2005

## ملحوظه عن علماء البراكين

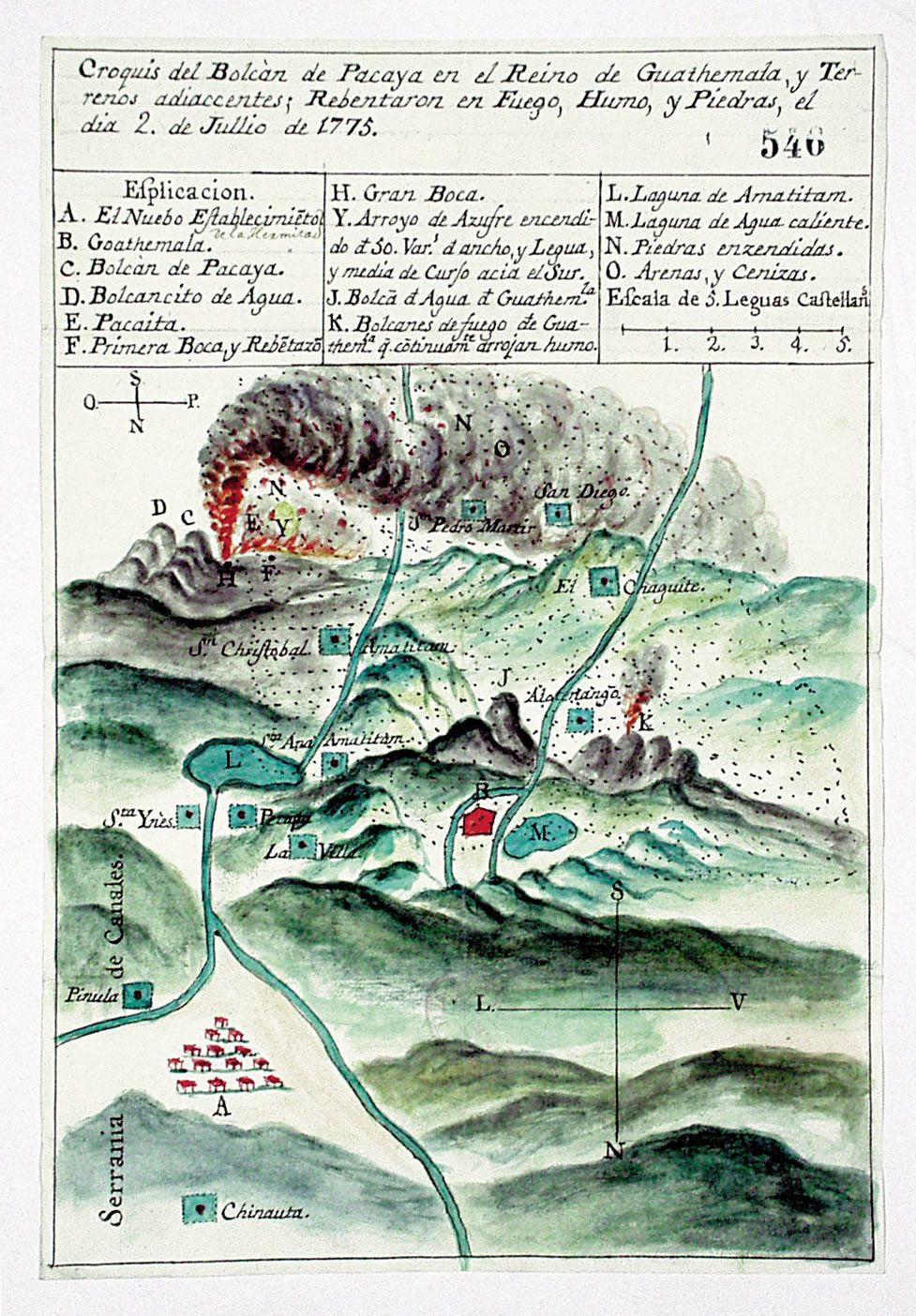
تصوير إسباني لثورة بركانية في غواتيمالا 1775.

## معرض صور

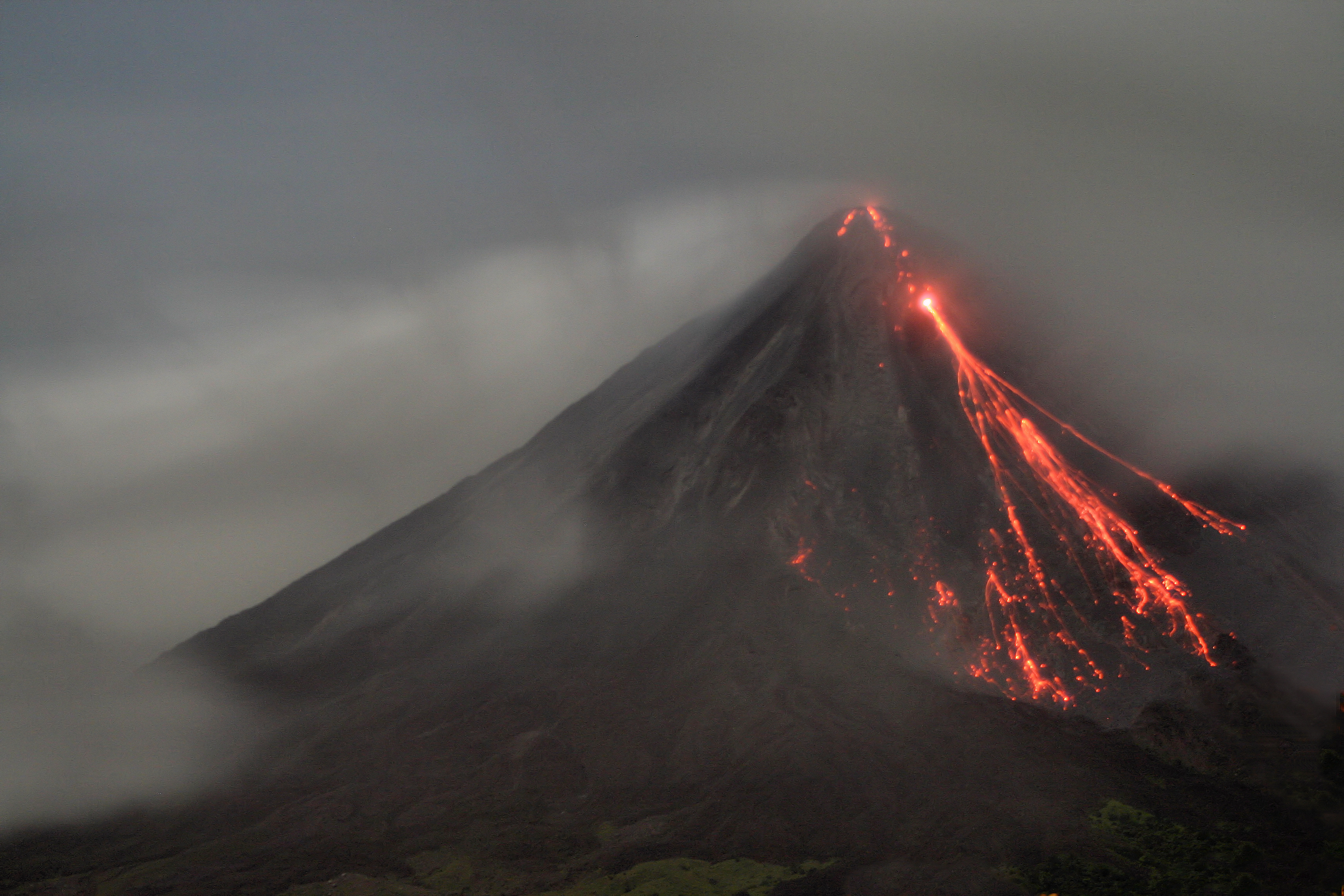
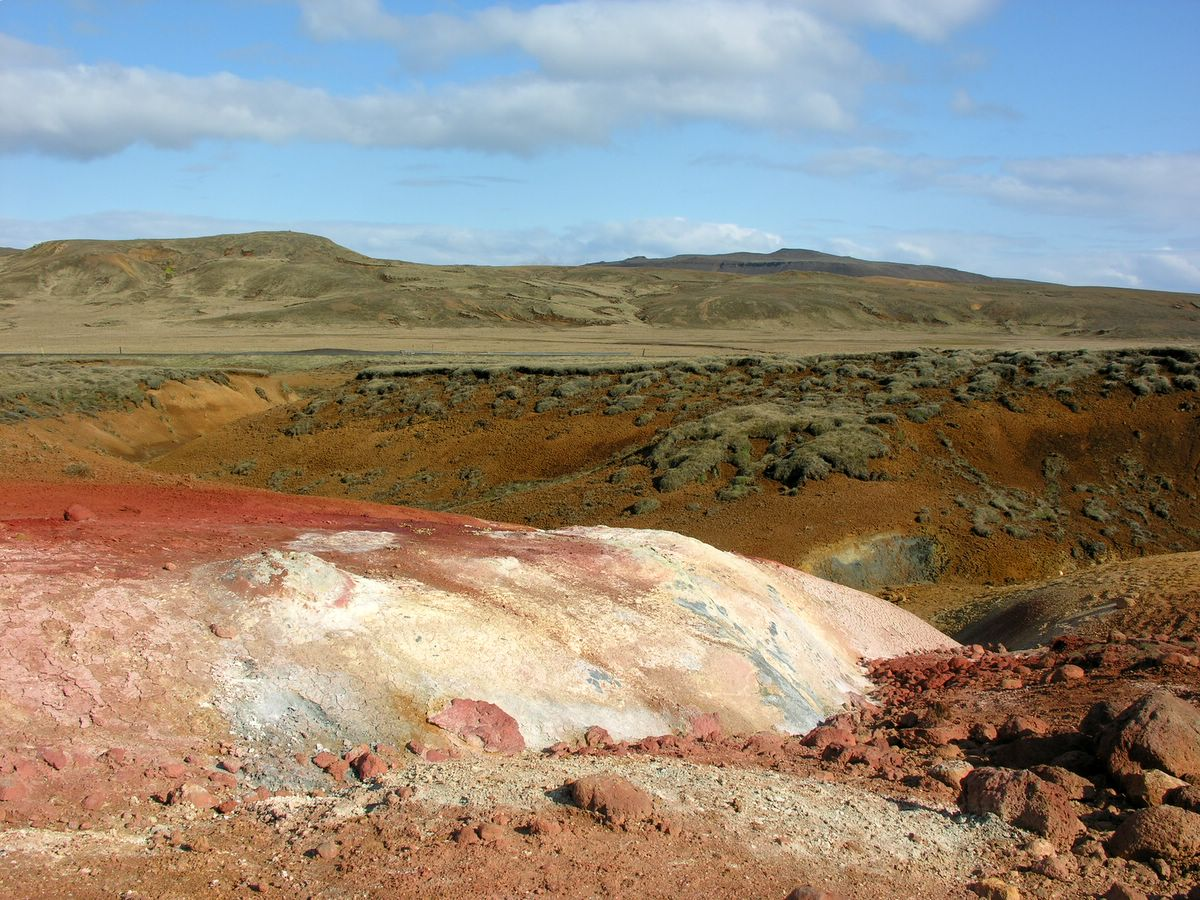
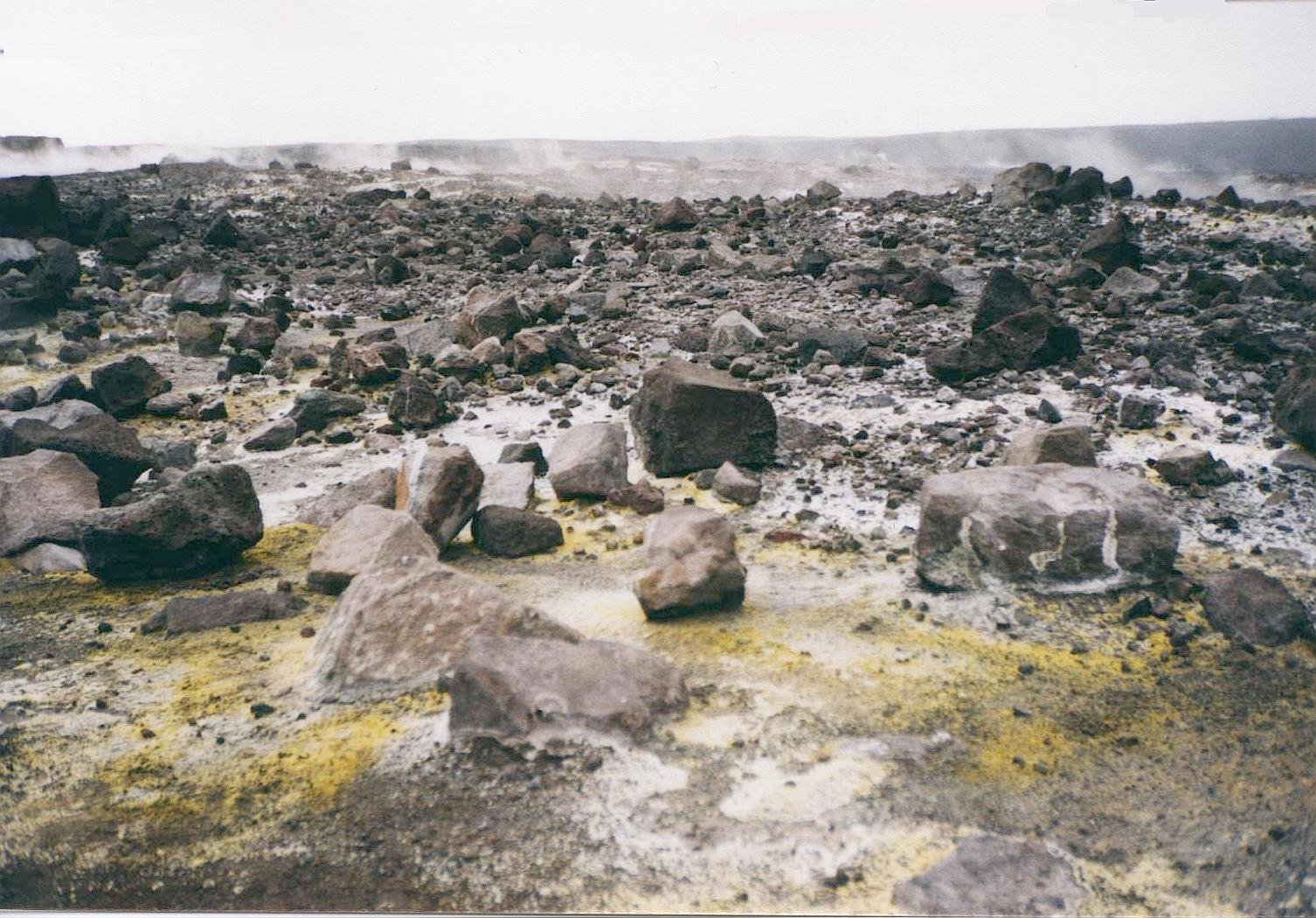
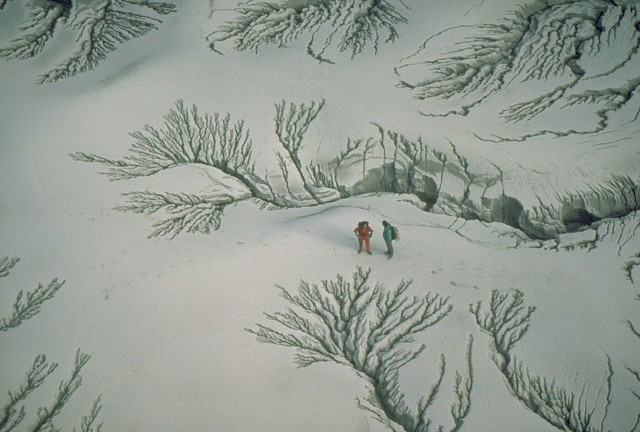
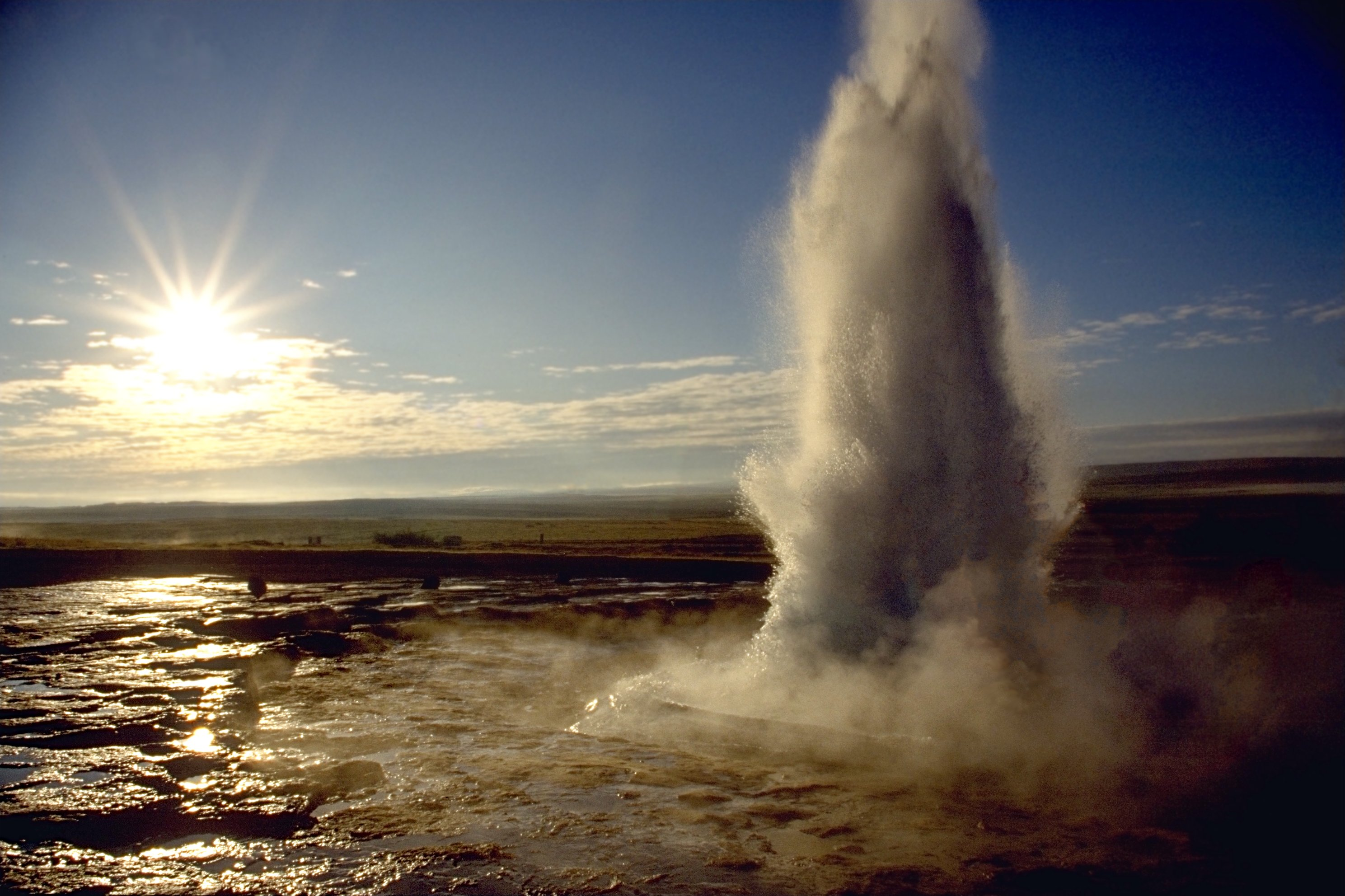
انفجار الفوَّارة الحارَّة «ستروكر».